# 미국 여자 아이스하키 국가대표팀
미국 여자 아이스하키 국가대표팀은 미국을 대표하는 여자 아이스하키 국가대표팀이다.

## 특징
캐나다 여자 아이스하키 국가대표팀과 라이벌 관계를 형성하고 있으며 올림픽, 세계선수권에서 대부분 결승에서 맞붙었다.

## 동계 올림픽 성적
- 1998년 금메달
- 2002년 은메달
- 2006년 동메달
- 2010년 은메달
- 2014년 은메달
- 2018년 금메달
- 2022년 은메달